# Schrittmacherpotential
Ein Schrittmacherpotential ist ein Aktionspotential von Schrittmacherzellen (z. B. der Sinusknoten im Herzen).

## Entstehung im Herzen

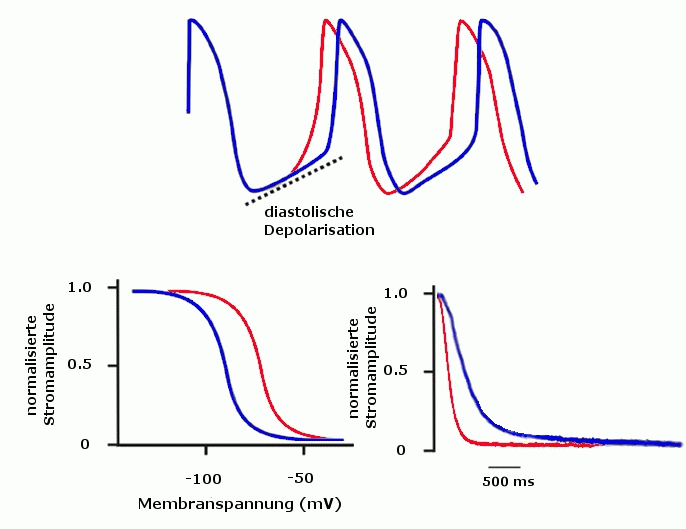
Schrittmacherpotentiale im Sinusknoten (oben) Schrittmacherfunktion durch diastolische Depolarisation (blau) und unter adrenerger Stimulation (beispielsweise Sympathikuseinfluss) (rot) (unten) Durch Sympathikuswirkung (rot) verschiebt sich die Aktivierungskurve (links), zudem öffnen HCN-Kanäle schneller (rechts)

Der Herzschlag wird in einem speziellen Gewebe generiert, dem sogenannten Sinusknoten. Dieser befindet sich im rechten Vorhof in der Nähe des venösen Einstroms. Die Schrittmacherzellen des Sinusknoten besitzen kein konstantes Ruhepotential wie Nervenzellen oder Herzmuskelzellen. Nach Repolarisation der Zellmembran auf −60 mV (auch: Maximales diastolisches Potential, da sich das Herz zu diesem Zeitpunkt in der Diastole befindet) kommt es zu einem Einstrom von Kationen durch HCN-Kanäle, wodurch das Membranpotential wieder angehoben wird. Dieser Vorgang wird auch diastolische Depolarisation genannt. Der sonst übliche, konstante Ruhewert zwischen den einzelnen Aktionspotentialen fehlt hier. Ab einem Membranpotential von −40 mV öffnen spannungsabhängige Calciumkanäle. Der Calciumeinstrom führt dann zum Aktionspotential. Anschließend repolarisiert sich die Membran durch Öffnen von Kaliumkanälen wieder und es folgt die nächste diastolische Depolarisation.

## Einflüsse des vegetativen Nervensystems
Das vegetative Nervensystem wirkt an Schrittmacherzellen des Herzens chronotrop. Damit wird der Einfluss auf die Herzfrequenz bezeichnet. Man unterscheidet positive Chronotropie, eine Erhöhung der Herzfrequenz, und negative Chronotropie, ein Herabsetzen der Herzfrequenz. Typischerweise wirkt der Sympathikus positiv, der Parasympathikus negativ chronotrop.
Entscheidend für die entsprechende Wirkung ist die erste Phase des Schrittmacherpotentials, die diastolische Depolarisation. Während dieser Phase wird das Membranpotential positiver, bis schließlich entsprechende Ionenkanäle öffnen, die über einen Ionenstrom das Aktionspotential auslösen. Unter Adrenalineinfluss durch Sympathikuswirkung fällt die diastolische Depolarisation steiler aus. Der Schwellenwert wird so schneller erreicht, die Potentialfrequenz steigt, und damit die Herzfrequenz.
Unter dem Einfluss des Parasympathikus wird die Leitfähigkeit der Kalium-Kanäle erhöht, was der Calcium-Depolarisation entgegenwirkt. Dadurch verlängert sich die diastolische Depolarisation und die Herzfrequenz ist erniedrigt.